# فیل بت
فیل بت (انگلیسی: Phil Batt; ۴ مارس ۱۹۲۷ – ۴ مارس ۲۰۲۳) سیاست‌مدار اهل ایالات متحده آمریکا بود که طی سال‌های ۱۹۹۵ تا ۱۹۹۹ به عنوان بیست و نهمین فرماندار آیداهو مشغول به کار بود. وی عضو حزب جمهوری‌خواه آمریکا بود.